# Hoornsche Dijk
De Hoornsche Dijk is een voormalig wegwaterschap in de provincie Groningen.
De taak van het schap was het aanleggen en onderhouden van een verharde weg op de Hoornse- of Neerwoldsedijk.
Het weg wordt sinds 1972 beheerd door de gemeente Groningen.